# 1:40-Stunden-Rennen von Detroit 2024

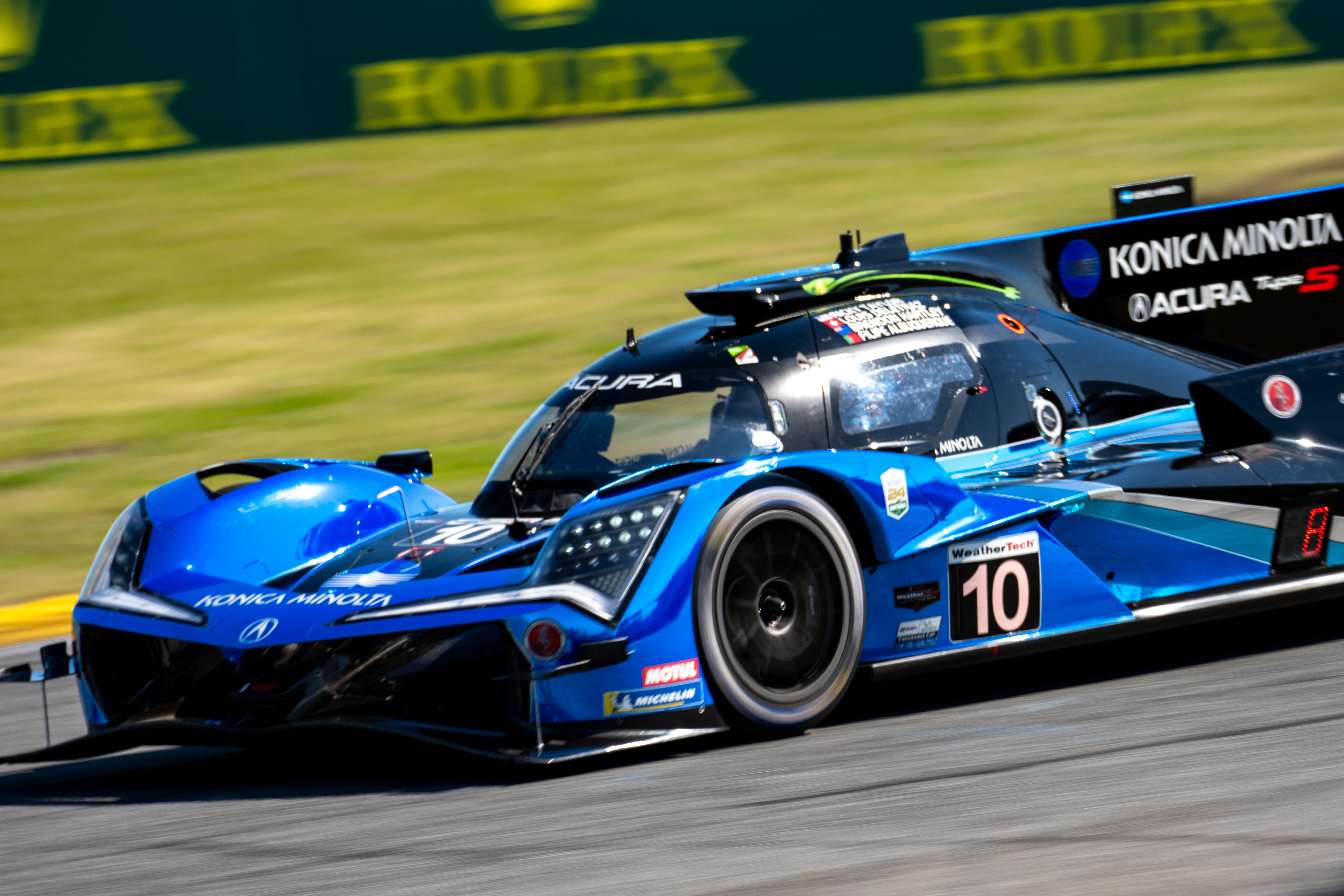
Acura ARX-06 mit der Startnummer 10; Siegerwagen von Filipe Albuquerque und Ricky Taylor

Das 1:40-Stunden-Rennen von Detroit 2024, auch 2024 Chevrolet Detroit Sports Car Classic, fand am 1. Juni auf dem Detroit Street Circuit statt und war der fünfte Wertungslauf der IMSA WeatherTech SportsCar Championship dieses Jahres.

## Das Rennen
Nach dem Gesamtsieg beim 2:40-Stunden-Rennen von Laguna Seca 2024 mussten sich Mathieu Jaminet und Nick Tandy im Penske-Porsche 963 in Detroit mit dem zweiten Rang begnügen. Entscheidend war ein Überholvorgang knapp vor dem Rennende, als Ricky Taylor im Acura ARX-06 an Mathieu Jaminet im Porsche 963 vorbeifuhr und mit dem Vorsprung von 1,123 Sekunden als Sieger (Teamkollege war Filipe Albuquerque) ins Ziel kam. Weitere drei Sekunden dahinter beendeten Sébastien Bourdais und Renger van der Zande im Cadillac V-Series.R das Rennen als Gesamtdritte.

## Ergebnisse

### Schlussklassement
| 1           | GTP     | 10 | Wayne Taylor Racing with Andretti   | Filipe Albuquerque Ricky Taylor         | Acura ARX-06                     | 75 |
| 2           | GTP     | 6  | Porsche Penske Motorsport           | Mathieu Jaminet Nick Tandy              | Porsche 963                      | 75 |
| 3           | GTP     | 01 | Cadillac Racing                     | Sébastien Bourdais Renger van der Zande | Cadillac V-Series.R              | 75 |
| 4           | GTP     | 7  | Porsche Penske Motorsport           | Dane Cameron Felipe Nasr                | Porsche 963                      | 75 |
| 5           | GTP     | 40 | Wayne Taylor Racing with Andretti   | Louis Delétraz Jordan Taylor            | Acura ARX-06                     | 75 |
| 6           | GTP     | 31 | Whelen Engineering Cadillac Racing  | Jack Aitken Luís Felipe Derani          | Cadillac V-Series.R              | 75 |
| 7           | GTP     | 24 | BMW M Team RLL                      | Philipp Eng Jesse Krohn                 | BMW M Hybrid V8                  | 75 |
| 8           | GTP     | 85 | JDC–Miller MotorSports              | Tijmen van der Helm Richard Westbrook   | Porsche 963                      | 74 |
| 9           | GTD-Pro | 77 | AO Racing                           | Laurin Heinrich Sebastian Priaulx       | Porsche 911 GT3 R (992)          | 74 |
| 10          | GTD-Pro | 14 | Vasser Sullivan Racing              | Ben Barnicoat Jack Hawksworth           | Lexus RC F GT3                   | 74 |
| 11          | GTD-Pro | 23 | Heart of Racing Team                | Alex Riberas Ross Gunn                  | Aston Martin Vantage AMR GT3 Evo | 74 |
| 12          | GTD     | 15 | Vasser Sullivan                     | Frankie Montecalvo Parker Thompson      | Lexus RC F GT3                   | 74 |
| 13          | GTD-Pro | 1  | Paul Miller Racing                  | Bryan Sellers Madison Snow              | BMW M4 GT3                       | 74 |
| 14          | GTD-Pro | 65 | Ford Multimatic Motorsports         | Joey Hand Dirk Müller                   | Ford Mustang GT3                 | 73 |
| 15          | GTD-Pro | 4  | Corvette Racing                     | Nicky Catsburg Tommy Milner             | Chevrolet Corvette Z06 GT3.R     | 69 |
| 16          | GTD-Pro | 3  | Corvette Racing                     | Antonio García Alexander Sims           | Chevrolet Corvette Z06 GT3.R     | 59 |
| 17          | GTD Pro | 64 | Ford Multimatic Motorsports         | Mike Rockenfeller Harry Tincknell       | Ford Mustang GT3                 | 51 |
| Ausgefallen |         |    |                                     |                                         |                                  |    |
| 18          | GTD     | 35 | Conquest Racing                     | Albert Costa Daniel Serra               | Ferrari 296 GT3                  | 72 |
| 19          | GTD-Pro | 9  | Pfaff Motorsports                   | Oliver Jarvis Marvin Kirchhöfer         | McLaren 720S GT3 Evo             | 71 |
| 20          | GTP     | 5  | Proton Competition Mustang Sampling | Gianmaria Bruni Bent Viscaal            | Porsche 963                      | 65 |
| 21          | GTP     | 25 | BMW M Team RLL                      | Connor De Phillippi Nick Yelloly        | BMW M Hybrid V8                  | 33 |

### Nur in der Meldeliste
Zu diesem Rennen sind keine weiteren Meldungen bekannt.

### Klassensieger
| Klasse  | Fahrer             | Fahrer            | Fahrzeug                | Platzierung im Gesamtklassement |
| ------- | ------------------ | ----------------- | ----------------------- | ------------------------------- |
| GTP     | Filipe Albuquerque | Ricky Taylor      | Acura ARX-06            | Gesamtsieg                      |
| GTD-Pro | Laurin Heinrich    | Sebastian Priaulx | Porsche 911 GT3 R (992) | Rang 9                          |

### Renndaten
- Gemeldet: 21
- Gestartet: 21
- Gewertet: 17
- Rennklassen: 2
- Zuschauer: unbekannt
- Wetter am Renntag: warm und trocken
- Streckenlänge: 2,647 km
- Fahrzeit des Siegerteams: 1:40:02,133 Stunden
- Gesamtrunden des Siegerteams: 75
- Gesamtdistanz des Siegerteams: 198,525 km
- Siegerschnitt: unbekannt
- Pole Position: Nick Tandy – Porsche 963 (#6) – 1:05,390 = 145,806 km/h
- Schnellste Rennrunde: Nick Tandy – Porsche 963 (#6) – 1:05,874 = 144,676 km/h
- Rennserie: 5. Lauf zur IMSA WeatherTech SportsCar Championship 2024